# Marcus Pfister
Marcus Pfister (Berna, 30 de juliol de 1960) és un autor i il·lustrador suís de llibre infantil. Pfister utilitza l'aquarel·la com a tècnica d'il·lustració, sobretot en els seus primers llibres; però també ha treballat amb altres tècniques. Els seus llibres han rebut diversos premis internacionals. Els llibres de Pfister s'han traduït a més de 50 idiomes (entre ells, el català) i se n'han venut més de 30 milions d'exemplars.
Pfister va estudiar a l'Escola d'Arts Aplicades de Berna i es va graduar com a dissenyador gràfic. Va treballar en una agència de publicitat, però des de 1983 es va centrar en la seva carrera artística com a escultor i fotògraf. El seu primer llibre il·lustrat, Die Müde Eule (L'òliba cansada), és de 1986. El seu gran èxit va ser, però, el 1992 quan va publicar a l'editorial NordSüd Der Regenbogenfisch (traduït al català com El peix irisat; ed. Beascoa). Es tracta d'un peix que té unes escates brillants que no vol compartir amb els altres peixos, fins que descobreix que serà més feliç compartint-les. Després de l'èxit, Pfister va publicar molts altres llibres protagonitzats pel mateix peix. També ha publicat molts llibres protagonitzats per altres personatges (sovint animals; conills, pingüins, ratolins); fins al 2010 havia publicat 47 llibres. L'any 2000 el canal de televisió estatunidenc PBS va produir una sèrie de televisió sobre la sèrie del peix irisat.